# دنیای ژوراسیک: سقوط پادشاهی
دنیای ژوراسیک: سقوط پادشاهی (به انگلیسی: jurassic world: fallen kingdom) یک فیلم آمریکایی در ژانر علمی-تخیلی و اکشن است که در سال ۲۰۱۸ اکران شد. کارگردانی فیلم را خوان آنتونیو بایونا برعهده دارد. دنیای ژوراسیک : سقوط پادشاهی ادامه فیلم دنیای ژوراسیک می‌باشد و در مجموع پنجمین قسمت از مجموعه فیلم‌های پارک ژوراسیک محسوب می‌شود.
دنباله فیلم با عنوان دنیای ژوراسیک: قلمرو در سال ۲۰۲۲ اکران شد.

## تولید
خوان آنتونیو بایونا قراراست تولید دنباله فیلم دنیای ژوراسیک را از ماه فوریه ۲۰۱۷ آغاز کند و بخش‌هایی از فیلمبرداری قرار است مانند نسخه اول در هاوایی انجام شود، ۲۳ سال پیش نیز فیلم پارک ژوراسیک در همین مکان فیلمبرداری و تولید شد. با این حال بخش زیادی از فیلمبرداری قرار است در لندن انجام شود.

## داستان
دنیای ژوراسیک ۲ ادامه فیلم قبلی را روایت می‌کند در جزیره ای که دایناسورها در آن قرار دارند یک آتشفشان فعال شده‌است، فعالان محیط زیست از کنگره آمریکا می خواهند تا جان دایناسورها را نجات دهد، اما کنگره قبول نمی‌کند.بنجامین لاکوود(جیمز کرامول) که به همراه جان هموند بنیان‌گذار این روش تحقیقی بوده‌است از کلیر دیرنینگ(برایس دالاس هاوارد) می‌خواهد تا به جزیره برود و به نجات جان دایناسورها کمک کند.کلیر با اوون گریدی(کریس پرت) دیدار می‌کند و از او می‌خواهد تا به جزیره برگردند، اوون با اکراه این درخواست را می پذیرد.
وقتی آن‌ها به جزیره می‌روند با خیانت افرادی که از سوی لاکوود به کار گرفته شدند مواجه می‌شوند و در حالی که آن نیروها می خواهند تا اوون و کلیر و همراهانشان را در جزیره رها کنند آن‌ها مخفیانه وارد کشتی می‌شوند و همراه دایناسورها به شهر باز می‌گردند.از طرفی نوهٔ لاکوود که میسی نام دارد متوجه می‌شود که الی مایلز که دستیار لاکوود است می‌خواهد دایناسورها را به افراد بفروشد و به پدربزرگش خیانت کند.وقتی لاکوود از مایلز در این باره می پرسد و می‌خواهد تا خودش را تحویل دهد مایلز لاکوود را می‌کشد.
پس از رسیدن به ملک لاکوود اوون و کلیر دستگیر می‌شوند .در مراسم حراج دایناسورها کلیر و اوون که موفق به نجات خود شده‌اند با استفاده از دایناسورها مراسم را به هم می‌ریزند، اکثر حاضران در حراج کشته می‌شوند کلیر و اوون جان میسی را نجات می‌دهند و می فهمند او واقعاً نوهٔ لاکوود نیست و با دستکاری ژنتیکی ساخته شده‌است. و در پایان وقتی بقیه دایناسورها در اثر از بین رفتن سیستم تهویه در حال از بین رفتن هستند کلیر در قفس‌ها را باز می‌کند و می‌خواهد دکمه خروج را بزند اما اوون مانع او می‌شود .اما میسی در یک لحظه در را باز می‌کند و باعث خروج همهٔ دایناسورها می‌شود و می‌گوید آن‌ها هم مثل من زنده هستند وحق زندگی دارند.در انتهای داستان دایناسورها وارد طبیعت می‌شوند و با ورودشان به شهرها زندگی انسان‌ها را به خطر می اندازند.